# Peter Dombrowsky
Peter Adalbert Dombrowsky (* 9. August 1945 in Trossingen; † 11. Oktober 2022) war ein deutscher Kommunalpolitiker (CDU).

## Werdegang
Dombrowsky absolvierte von 1963 bis 1968 eine Ausbildung im gehobenen Verwaltungsdienst. Von September 1968 an war er Leiter des Hauptamts der Stadt Alpirsbach. Nach dem Ausscheiden von Bürgermeister Hans Volle übernahm er im April 1974 als Amtsverweser dessen Geschäfte. Im Juni 1974 wurde er dann selbst zum Bürgermeister von Alpirsbach gewählt. In diesem Amt blieb er bis Januar 2000. 1979 zog er auch in den Kreistag des Landkreises Freudenstadt ein. Von 2000 bis 2010 war er Landrat des Landkreises Freudenstadt.

## Ehrungen
- 2010: Verdienstkreuz am Bande der Bundesrepublik Deutschland